# San Marino en los Juegos Olímpicos de la Juventud 2018
San Marino participó en los Juegos Olímpicos de la Juventud 2018 en Buenos Aires, Argentina, del 6 al 18 de octubre de 2018. Su delegación estuvo conformada por cuatro atletas en tres disciplinas. No obtuvo medallas en las justas.

## Medallero
| Presea        | Medalla de oro | Medalla de plata | Medalla de bronce | Total |
| ------------- | -------------- | ---------------- | ----------------- | ----- |
| TOTAL OFICIAL | 0              | 0                | 0                 | 0     |

## Disciplinas

### Natación
San Marino clasificó a dos atletas en esta disciplina.
- Eventos masculinos - Raffaele Tamagnini
- Eventos femeninos - Arianna Valloni

### Tenis de mesa
San Marino clasificó a una atleta en esta disciplina.
- Individual femenino - Chiara Morri

### Tiro con arco
San Marino clasificó a un tirador en esta disciplina.
- Individual masculino - Leonardo Tura